# Замбия
За́мбия (англ. Zambia [ˈzæmbiə]), полная официальная форма: Респу́блика За́мбия (англ. Republic of Zambia) — государство в Южной Африке.
Граничит с Демократической Республикой Конго на севере, Танзанией на северо-востоке, Малави на востоке, Мозамбиком, Зимбабве, Ботсваной и Намибией на юге, Анголой на западе, не имеет выхода к морю.
24 октября 1964 года британский протекторат Северная Родезия провозгласил независимость в рамках Содружества наций и сменил название на современное. Столицей государства и крупнейшим городом является Лусака.
Официальный язык — английский. Денежная единица — квача.

## Этимология
В колониальную эпоху страна именовалась Северной Родезией в честь британского политика Сесила Родса, после провозглашения независимости в 1964 году страна стала именоваться Замбией от гидронима Замбези.

## География

### Географическое положение

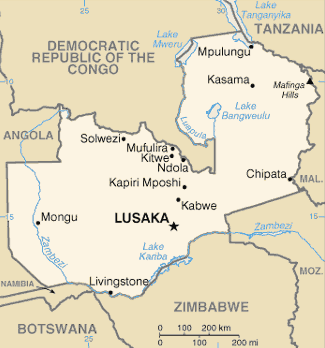
Карта Замбии

Замбия расположена в Южной Африке. Государство с тропическим климатом без выхода к морю, расположенное, в основном, на плато. По площади (752 614 км²) занимает 38 место в мире. Бассейн протекающей вдоль западной и южной границ страны реки Замбези занимает около трёх четвертей территории государства, остальная часть относится к бассейну реки Конго. Незначительная территория на северо-востоке государства относится к бессточному бассейну озера Руква, находящегося в Танзании. На границе Замбии с Зимбабве, на реке Замбези расположены водопады, в том числе знаменитый водопад Виктория.
Полезные ископаемые
Недра страны содержат запасы меди, кобальта, изумрудов, золота, серебра, урана, свинца, цинка, угля, марганца.

### Климат

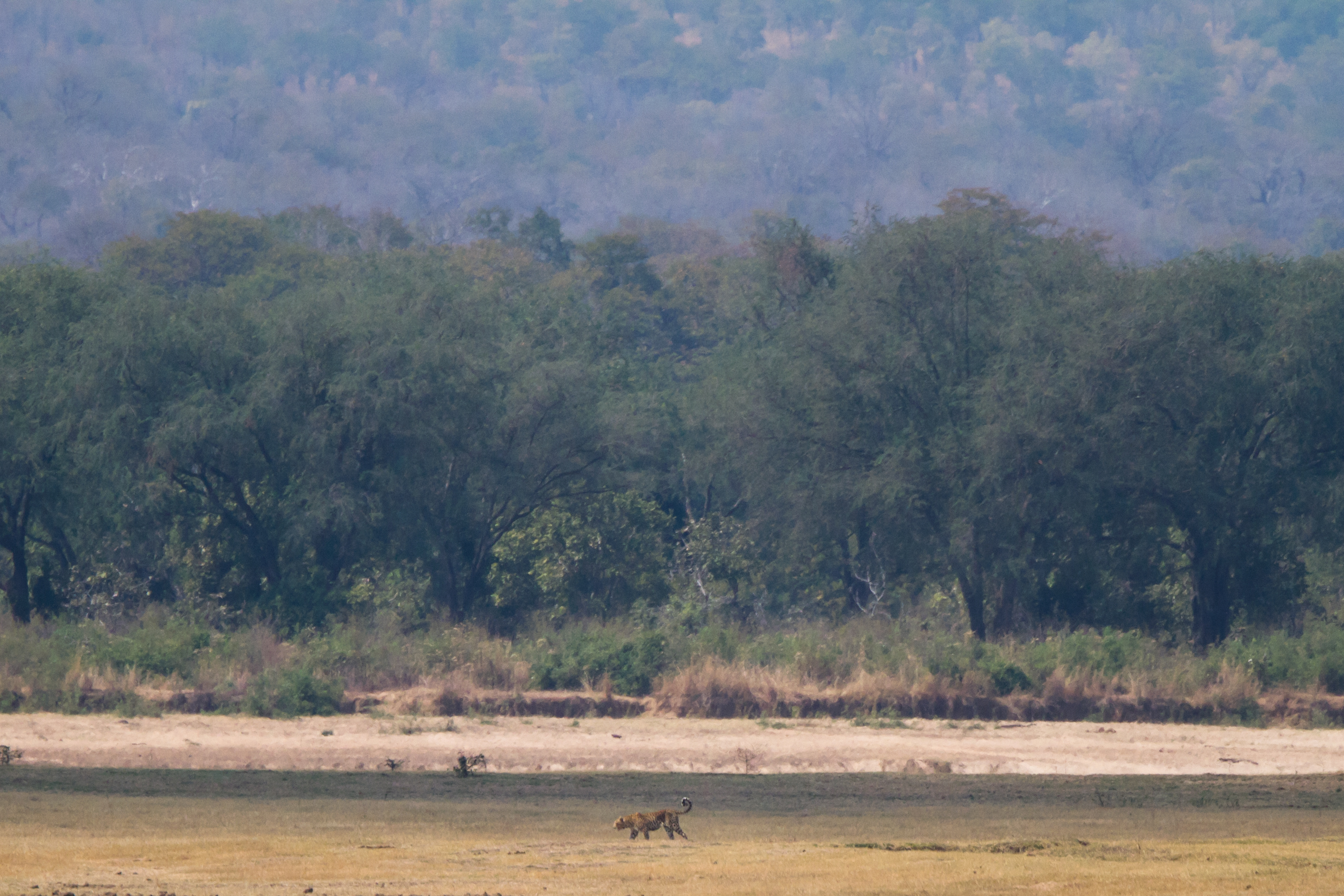
Природа Замбии

Замбия расположена в пределах субэкваториального климатического пояса. В течение года наблюдается чёткая смена трёх сезонов: с мая по июль длится относительно прохладный и сухой сезон; с августа по октябрь — жаркий и сухой; с ноября по апрель — тёплый и влажный. Средняя температуры самого тёплого месяца (октября) составляют от +23 °С в горах до +27 °С в долинах реки Луангва и среднего течения Замбези, самого холодного (июля) — от +14 °С до +22 °С, в ночное время в горных районах возможны заморозки. Количество осадков, в целом, уменьшается с северо-запада на юго-восток от 1250 до 700 мм в год. Более 1500 мм осадков в год выпадает на наветренных склонах гор Мучинга. Самые засушливые районы страны: долины среднего течения рек Замбези и Луангвы (600-700 мм осадков в год). Более 80-90 % осадков выпадает с января по март.

### Внутренние воды

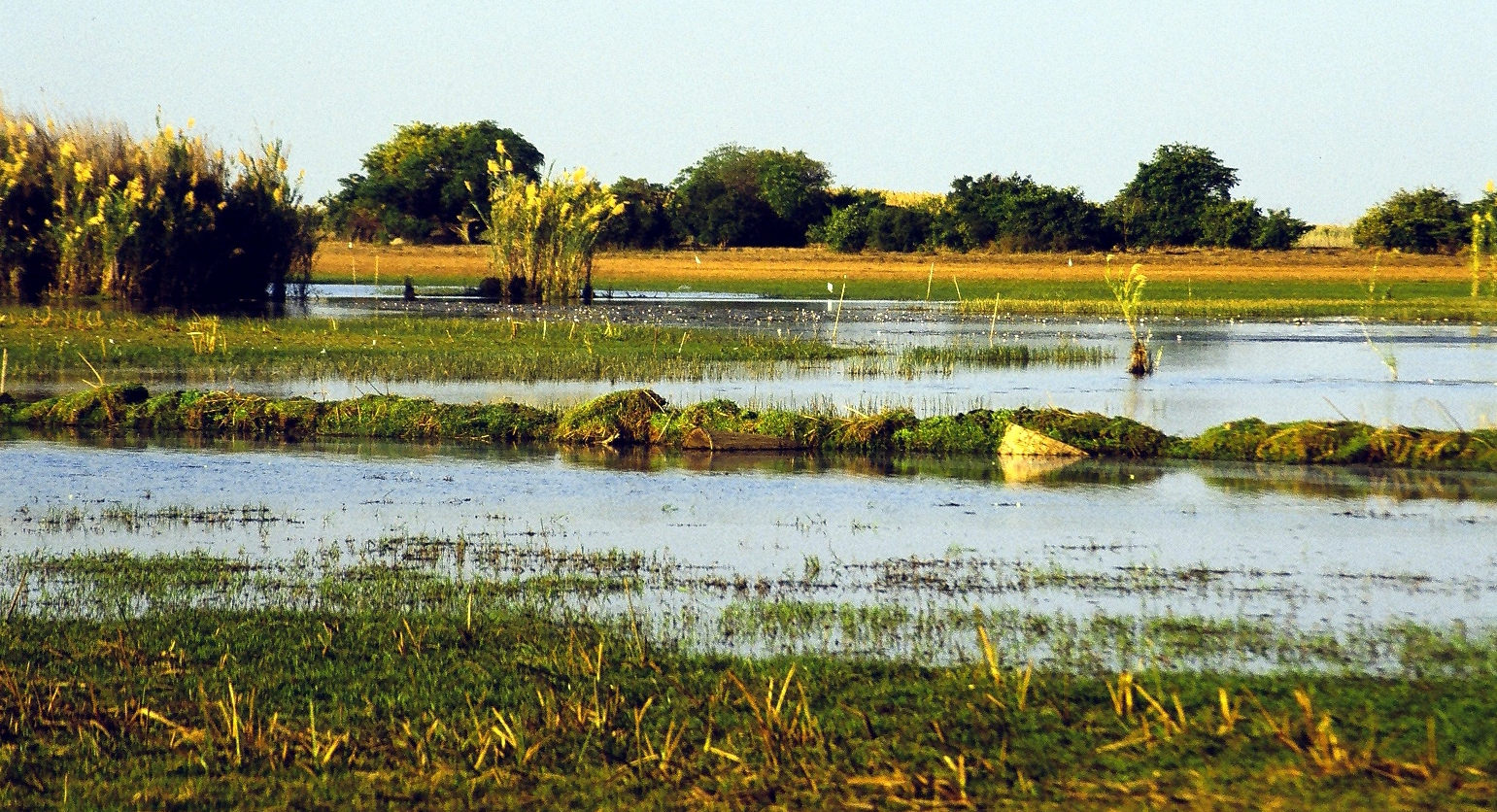
Болота у озера Бангвеулу

Речная сеть густая и разветвлённая. Свыше 4/5 территории страны принадлежит бассейну р. Замбези. От своего истока на северо-западе Замбии р. Замбези сначала выходит за пределы запада, но к югу от 12°30' ю. ш. протекает по юго-западной части страны и вдоль её южной границы, принимая крупнейшие притоки Кафуэ и Луангва. Ниже впадения р. Чобе (Линьянти) на Замбези расположен водопад Виктория, один из крупнейших в мире по ширине.

## История
Территория современной Замбии была заселена с древнейших времён. В конце 1-го тыс. до н. э. — начале н. э. койсанские племена собирателей и охотников были рассеяны несколькими потоками массовых миграций бантуязычных племен, пришедших с севера, из Центральной и Западной Африки, а также южных племён нгони. Замбия считается одним из древнейших центров возникновения металлургии железа в Тропической Африке. На её территории до прихода европейцев существовал ряд небольших раннегосударственных и племенных объединений (Бемба, Восточная Лунда и Биса) с высоким уровнем развития материальной культуры. В конце XVII в. на северо-востоке Замбии возникло сильное независимое раннегосударственное образование Казембе-Лунда. Другим очень влиятельным политическим образованием было государство Лози (Баротсе), сформировавшееся к середине XVIII в. вдоль средней части верхнего течения реки Замбези и существующее до сих пор как полуавтономное образование Баротселенд в составе Западной провинции Замбии.
Первые европейцы (португальские торговцы) появились на территории современной Замбии в XVIII веке. Они, а также арабские купцы, закупали рабов, слоновую кость и медь. В XIX веке этот регион заинтересовал Великобританию, Германию и Бельгию. Наибольших успехов в Замбии достигли британцы. В 1891 году Баротселенд, ныне это Западная провинция Замбии, стал британским протекторатом. В том же году Великобритания и Португалия подписали договор о разделе бассейна реки Замбези.

### Северная Родезия
Открытие в данном регионе в конце XIX века богатейших месторождений медных и полиметаллических руд стимулировало проникновение в Замбию Британской Южно-Африканской компании (БСАК), созданной Сесилом Родсом. Она стала развивать местную горнодобывающую и медную промышленность, строить города и железные дороги.
Компания получила от британского правительства монопольное право на освоение огромной территории от истоков Конго до Замбези. В 1895 году территории, где работала БСАК, получили наименование Южной, Северо-Западной и Северо-Восточной Родезии, название, образованное от фамилии Родса, две последние были объединены в 1911 году в Северную Родезию. Только в 1924 году Северной Родезии был присвоен официальный статус колонии британской короны, в страну был назначен губернатор с сохранением протектората Баротселенда.
В 1920-30-е годы колония успешно развивалась, благодаря добыче полезных ископаемых и иммиграции белых поселенцев, основывавших фермы.
В 1953—1963 годах Северная Родезия входила вместе с Южной Родезией и Ньясалендом в Федерацию Родезии и Ньясаленда.
В 1963 году Северная Родезия получила конституцию и самоуправление. В начале 1964 года проведены выборы Законодательного совета, в которых победила леворадикальная партия ЮНИП под руководством Кеннета Каунды.

### Независимость
24 октября 1964 года страна получила независимость и наименование Республика Замбия. Президентом стал Кеннет Каунда.
В апреле 1967 года Каунда провозгласил свою концепцию «построения замбийского гуманизма». В этой концепции отвергалась капиталистическая форма экономики, вместо которой внедрялось государственное регулирование.
В ноябре 1968 года он распустил парламент. С 1969 года начался процесс национализации, в первую очередь в ключевой отрасли — медной промышленности. В декабре 1972 года в Замбии была введена однопартийная система правления. Был продолжен процесс национализации в различных сферах хозяйства.
С началом построения «замбийского гуманизма» начались всё более усиливавшиеся трудности в жизни страны: рост потребительских цен, увеличение безработицы, дефицит основных продуктов питания. Несмотря на запрет с 1970 года забастовок, число таких акций протеста росло.

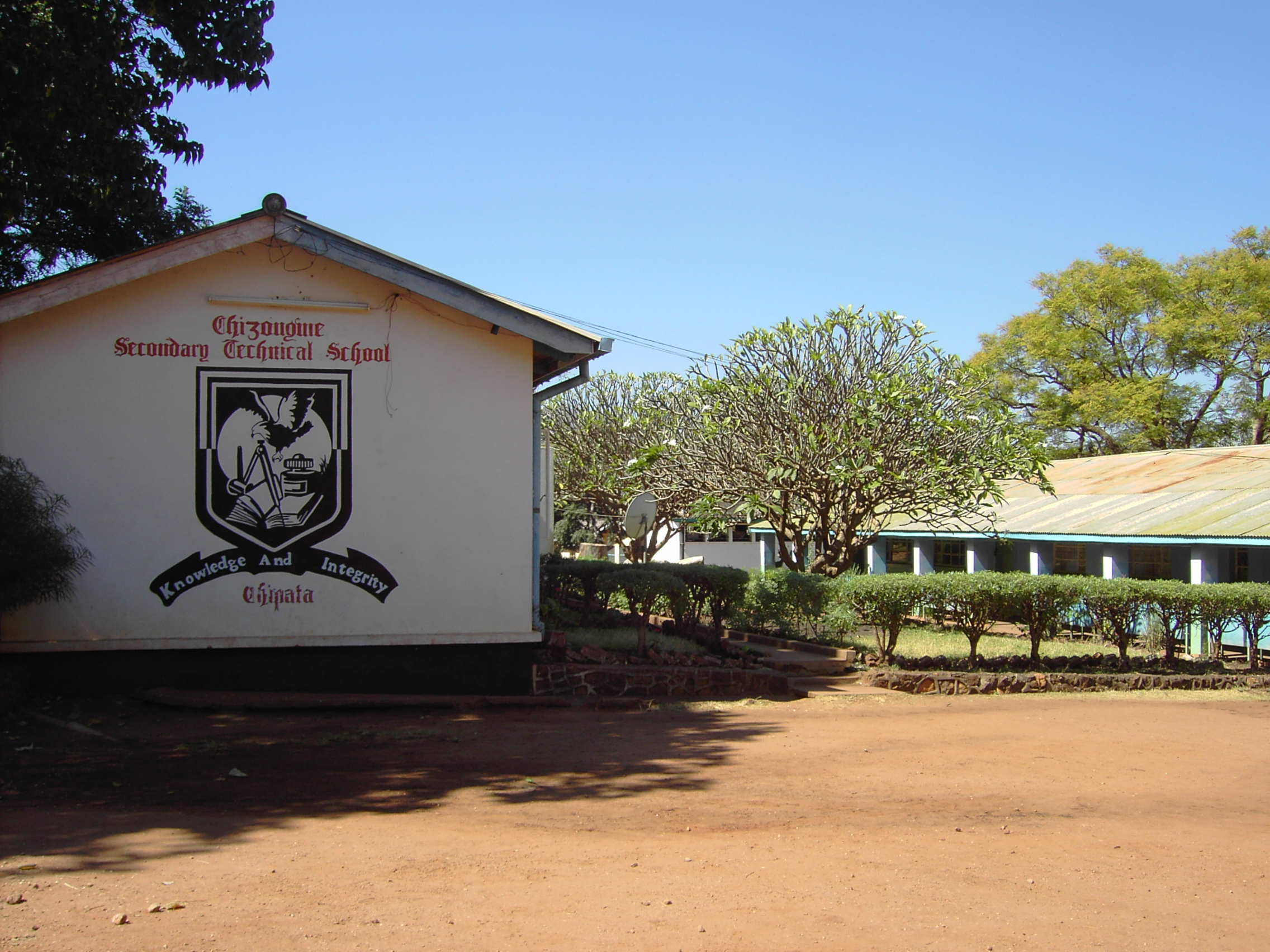
Средняя школа в г. Чипате

Замбия, имея крупнейшие природные ресурсы, превратилась в одну из беднейших стран мира. В 1991 году Кеннет Каунда разрешил провести выборы на многопартийной основе. Эти выборы выиграло Движение за многопартийную демократию, 2 ноября 1991 года Каунда лишился власти. Завершилась эпоха «построения замбийского гуманизма».
Новым президентом Замбии стал лидер Движения за многопартийную демократию, профсоюзный деятель Фредерик Чилуба, подвергший резкой критике политику Каунды. Он упразднил централизованное управление экономикой, отменил государственные субсидии и начал приватизацию национализированных предприятий. Новому главе государства удалось сохранить популярность и выиграть президентские выборы 1996 года, однако уже в следующем году недовольство части общества политикой Чилубы вылилось в попытку военного переворота, в организации которого был обвинён Каунда. После нескольких лет действия военного положения Чилуба провёл новые президентские выборы.
2 января 2002 года новым президентом стал Леви Патрик Мванаваса, также представитель Движения за многопартийную демократию.
29 июня 2008 года в связи со смертельной болезнью Мванавасы обязанности президента стал исполнять вице-президент, представитель ЮНИП, Рупия Банда. После смерти Мванавасы 19 августа 2008 года он выиграл президентские выборы и стал новым Президентом Замбии.
В 2011 году состоялись очередные президентские выборы. Победу одержал кандидат от Объединённой национальной партии независимости Майкл Сата, который набрал 43 % голосов, в то время как его соперник Рупия Банда — 36 %. Майкл Сата вступил в должность 23 сентября 2011 года, но 28 октября 2014 года скончался в Лондоне, где находился на лечении. Временным исполняющим обязанности президента стал вице-президент Гай Скотт.
20 января 2015 года состоялись досрочные президентские выборы. Победу одержал министр обороны и юстиции Эдгар Лунгу. Срок его полномочий составил 18 месяцев, до окончания текущего президентского срока.
11 августа 2016 года состоялись очередные президентские выборы. Президентом был избран Эдгар Лунгу, который набрал 50,35 % голосов избирателей. Инаугурация состоялась 13 сентября 2016 года. Выступая с речью на церемонии инаугурации, он заявил, что в течение следующих пяти лет страна приступит к перестройке монокультурной структуры экономики, которая находится в чрезмерной зависимости от добычи меди, чтобы содействовать диверсификации производств, развитию сельского хозяйства и частного сектора экономики.
Страна имеет дипломатические отношения с Российской Федерацией. Установлены с СССР 30 октября 1964 года.

## Политическое устройство

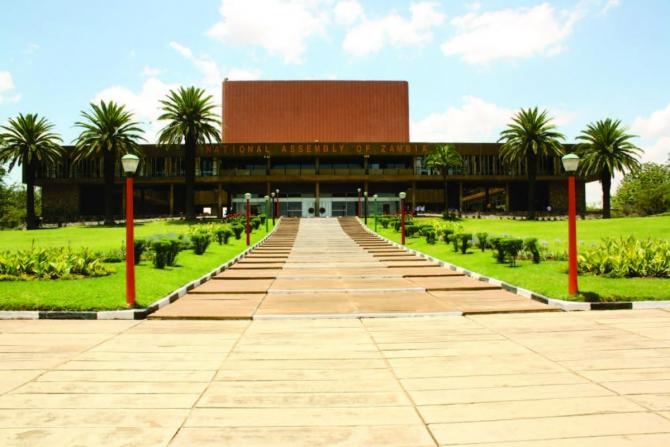
Национальная ассамблея Замбии

### Государственный строй
Замбия является демократической республикой с многопартийной системой.
Согласно Economist Intelligence Unit страна в 2018 году была классифицирована по индексу демократии как гибридный режим.

#### Исполнительная власть
Главой государства, главой правительства и верховным главнокомандующим является президент, который избирается сроком на пять лет в ходе прямых выборов не более двух сроков. Он имеет право назначать и освобождать от должности кабинет министров, а также вице-президента, решать вопросы войны и мира, созывать Национальную ассамблею, накладывать вето на законопроекты, принятые парламентом.

#### Законодательная власть
Национальная ассамблея состоит из 158 депутатов, из которых 150 избираются в результате прямых выборов и 8 назначаются президентом. В случае непринятия решения Национальная ассамблея может быть распущена президентом. Все члены парламента избираются сроком на пять лет.

## Административное деление

Провинции Замбии

Административно территория Замбии делится на 10 провинций:
1. Центральная
2. Коппербелт
3. Восточная
4. Луапула
5. Лусака
6. Мучинга
7. Северная
8. Северо-Западная
9. Южная
10. Западная

В свою очередь они делятся на районы.

## Население

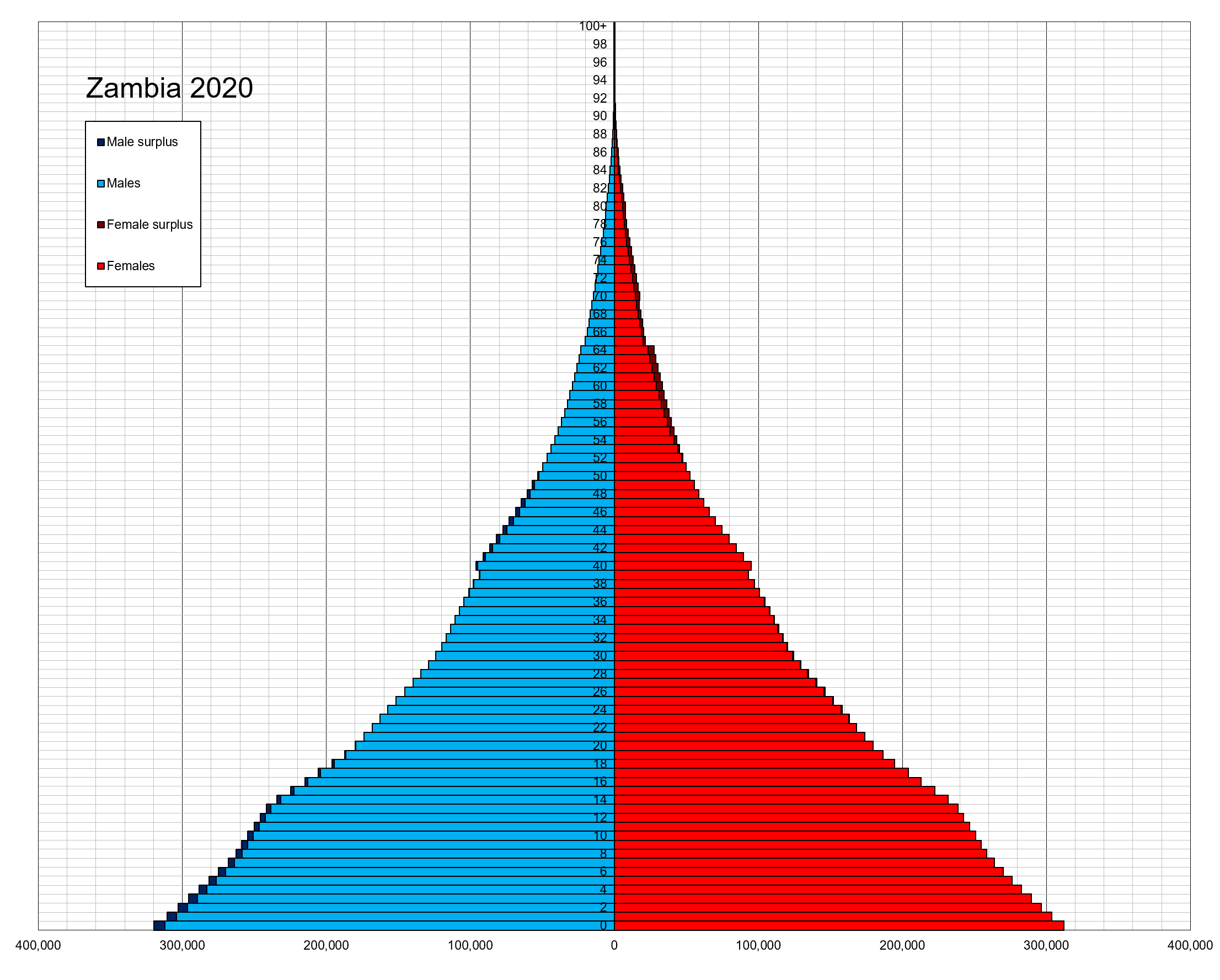
Возрастно-половая пирамида населения Замбии на 2020 год

### Демографические данные
| Численность населения | Численность населения | Численность населения | Численность населения | Численность населения | Численность населения | Численность населения | Численность населения | Численность населения | Численность населения |
| 1969                  | 1980                  | 1990                  | 2000                  | 2010                  | 2015                  | 2016                  | 2017                  | 2018                  | 2019                  |
| --------------------- | --------------------- | --------------------- | --------------------- | --------------------- | --------------------- | --------------------- | --------------------- | --------------------- | --------------------- |
| 4 056 955             | ↗5 661 801            | ↗7 759 117            | ↗9 885 591            | ↗13 092 666           | ↗15 473 905           | ↗15 933 883           | ↗16 405 229           | ↗16 887 720           | ↗17 381 168           |
| 2020                  | 2021                  | 2022                  |                       |                       |                       |                       |                       |                       |                       |
| ↗17 885 422           | ↗18 400 556           | ↗19 610 769           |                       |                       |                       |                       |                       |                       |                       |

Население Замбии составляет около 19,61 миллиона человек по последней переписи населения 2022 года, из которых бемба — 21,5 %, тонга — 11,3 %, лози — 5,2 %, другие — 45,9 %.. Плотность населения 19,3 человек на км². В городах проживает 39,2 % населения страны (2011).
В половом разрезе наблюдается незначительное преобладание женщин (50,03 %) над мужчинами (49,97 %) (2012). 46,3 % населения относится к возрастной группе до 15 лет, 27,8 % — от 15 до 29 лет, 15,6 % — от 30 до 44 лет, 6,6 % — от 45 до 59 лет, 2,9 % — от 60 до 74 лет, 0,7 % — от 75 до 84 лет, 0,1 % — 85 лет и выше (2012). Средняя продолжительность жизни (2012): 49,6 лет (мужчины), 52,8 лет (женщины).
Рождаемость — 43,1 на 1000 жителей (2012), смертность — 13,4 на 1000 жителей (2012). По оценке 2009 года, 13,5 % взрослого населения (15-49 лет) заражено вирусом иммунодефицита.
Экономически активное население составляет 5 416 300 человека (2011), то есть 40,6 % от общего населения. 79,7 % от экономически активного населения составляют рабочие в возрасте от 15 до 64 лет, количество женщин 43,7 % от экономически активного населения. Безработица составляет более 14 % (2006).

### Языки
Официальные: бемба — 35,1 %, ньянджа — 10,7 %, тонга — 10,6 %, лози — 5,7 %, лунда — 2,2 %, каонде — 2 %, лувале — 1,7 %, английский — 1,7 %. Распространены также языки нсенга — 3,4 %, тумбука — 2,5 %, лала — 2 % и ещё около 60 других аборигенных языков (около 26 % населения; по переписи 2000 года).

### Религия

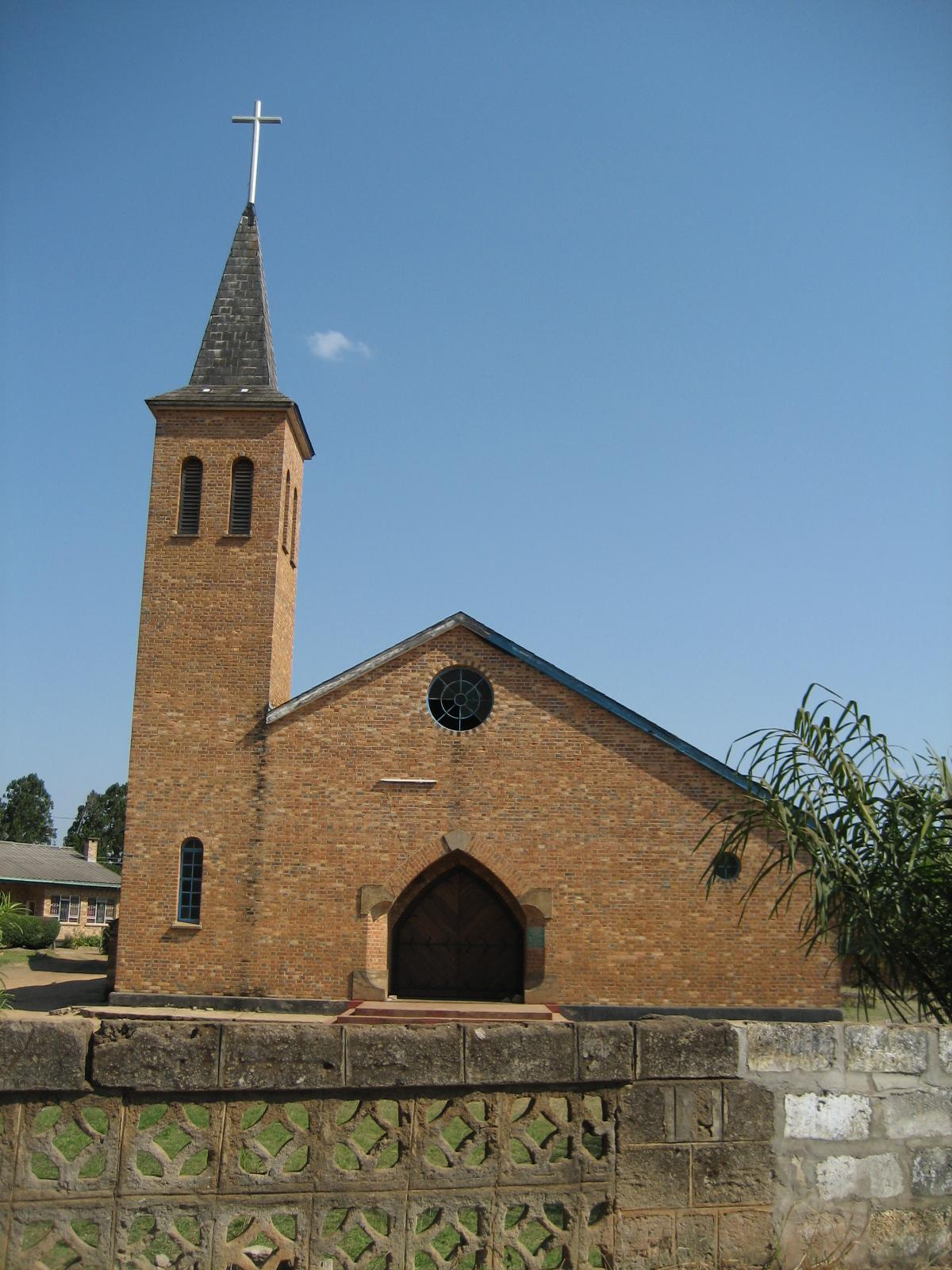
Католическая церковь в Мансе.

Согласно Конституции Замбии, Замбия является христианской нацией, сохраняя при этом право человека на свободу совести, веры или религии. По данным на 2005 год, христиане (католики, лютеране, англикане, адвентисты, пятидесятники из Ассамблеи Бога, Церкви Бога и др.) и христианско-африканские культы составляют 50-75 % населения, в том числе католики — 28 % населения страны; мусульмане составляют около 5 %.
Из антитринитариев распространены Свидетели Иеговы. Высшее число возвещателей в 2013 г. составило 170 861 (свыше 1 %). На Вечере Господней в 2013 г. присутствовало 763 915 человек (5,3 % населения).
Есть приверженцы индуизма и сикхи. Кроме того, имеется небольшое количество евреев, в основном, ашкеназов. Приверженцы веры бахаи составляют 1,5 % населения (около 160 тыс. чел.).

## Экономика
Природные ресурсы: медь, кобальт, цинк, свинец, уголь, изумруды, золото, серебро, уран, гидроэнергетические ресурсы.
Замбия в эпоху «строительства гуманизма» стала беднейшей страной мира, 82 % населения живут за чертой бедности.
При правлении Кеннета Каунды в стране преобладал социалистический тип хозяйства. После перехода к многопартийной системе в 1991 году началось реформирование экономики. Переход к частному предпринимательству привёл к росту экономики.
ВВП на душу населения в 2009 году: 1,5 тыс. долл. (200-е место в мире).
До сих пор 85 % работающих заняты в сельском хозяйстве (19 % ВВП). Культивируются кукуруза, сорго, рис, арахис, подсолнечник, овощи, табак, хлопчатник, сахарный тростник, тапиока, кофе. Разводится рогатый скот, козы, свиньи, птица.
Промышленность (6 % работающих, 31 % ВВП): добыча медной руды и других металлов, обработка сельскохозяйственной продукции.
Денежная единица Замбии — квача, состоит из 100 нгве.
1 января 2013 года произведена деноминация квачи с изменением её кодов в стандарте ISO 4217: новый буквенный код ZMW (старый ZMK); цифровой 967 (894). Соотношение 1000 ZMK: 1 ZMW. С банкнот убрано три ноля и введены в оборот новые банкноты номиналом: 2, 5, 10, 20, 50 и 100 квач. Старые банкноты имели хождение наравне с новыми в соотношении согласно проведённой деноминации до 15 июля 2013 года. После чего их можно было обменять в центральном банке без ограничения суммы. Оформление и цветовое решение новых банкнот почти полностью соответствует старой серии.

### Внешнеэкономические связи
В 2017 году объём внешней торговли Замбии составил 9,7 миллиардов долл. США по экспорту. 8,5 миллиардов долл. США по импорту, положительное сальдо внешней торговли 1,21 миллиарда долл. США.
Главные экспортные товары: медь сырая и рафинированная — 74 %, кобальт — 2,4 %, табак — 2 %, а также иная сельскохозяйственная продукция (сахар, кукуруза, соя и т. п.). Главные покупатели: Швейцария — 38 %, Китай — 15 %, Индия — 9,5 %, ЮАР — 7,3 %.
Главные импортные товары: минеральное сырьё — 26 %, включая медную руду (9,7 %) и сырую нефть (4,6 %), нефтепродукты — 7,6 %, химикаты — 21,6 %, машины и оборудование — 19,6 %, транспортные средства — 8,2 %. Главные поставщики: ЮАР — 31 %, Демократическая Республика Конго — 21 %, КНР — 14 %, Кувейт — 5 %.
Входит в международную организацию стран АКТ.

## Внешняя политика
В 1964 году Замбия стала независимым от Великобритании государством. В своей внешней политике Замбия последовательно поддерживала антиколониальные движения в южной части Африки, выступала за отмену режима апартеида в Южно-Африканской Республике и размещала тренировочные лагеря повстанцев Организации народов Юго-Западной Африки на своей территории.

## Культура

## СМИ
Государственная телерадиокомпания: ZNBC (Zambia National Broadcasting Corporation Замбийская национальная радиовещательная корпорация), включает в себя телеканалы ZNBC TV1, ZNBC TV2, ZNBC Radio 1, ZNBC Radio 2, ZNBC Radio 4.

## Спорт
В Замбии наиболее распространены такие виды спорта, как лёгкая атлетика, бокс, крикет и футбол. Замбия участвует в летних Олимпийских играх с 1964 года (в 1964 году под именем Северная Родезия, все последующие годы под именем Замбия). На олимпийских играх в Лос-Анджелесе в 1984 году Кейт Мвила завоевал бронзовую медаль в боксе. В 1996 году в Атланте Самуэль Матете завоевал серебряную медаль в беге на 400 м с барьерами.
Сборная Замбии по футболу известна не только благодаря выступлениям на Кубке африканских наций, на котором она доходила в 1974 и 1994 годах до финала, а в 2012 году выиграла его, став лучшей командой Африки. Одной из важных страниц в истории замбийского спорта и футбола в целом является авиакатастрофа DHC-5 27 апреля 1993 года под габонским городом Либревиль: в результате крушения самолёта погибли 30 человек, среди которых был почти весь состав футбольной сборной Замбии, летевшей на игру с Сенегалом.